# Timasiteo di Delfi
Timasiteo di Delfi (in greco antico: Τιμασίθεος?, Timasítheos; Delfi, metà VI secolo a.C. – Atene, 507 a.C.) è stato un atleta e militare greco antico.

## Biografia
Timasiteo di Delfi, pancraziaste professionista, trionfò nel pancrazio ai Giochi olimpici antichi intorno alla 165ª edizione, del 516 a.C., ottenendo una statua in suo onore ad Olimpia, opera di Ageladas. Il lottatore, in quel periodo, trionfò in tre edizioni dei giochi pitici.
Timasiteo fu, inoltre, uno dei sostenitori di Isagora nel suo tentativo di impadronirsi dell'acropoli di Atene con l'aiuto di Cleomene I per stabilire un regime oligarchico. La cittadella fu assediata dagli Ateniesi e Timasiteo, che si era distinto per il suo coraggio, fu uno dei soldati catturati da Clistene. Per questo fu condannato a morte e giustiziato nel 507.